# 1998年飓风伊西斯
飓风伊西斯（英語：Hurricane Isis）是1998年太平洋飓风季唯一一个登陆过的飓风和造成死亡人数最多的热带气旋，还是该季第九个热带风暴和第六个飓风，于9月1日从墨西哥西南部的一片大规模下层环流和一股东风波之间的相互作用发展而成。系统朝北面进发，首先袭击了下加利福尼亚半岛最东南部，然后在加利福尼亚湾达到飓风强度，之后于9月3日在墨西哥的锡那罗亚州再次登陆，然后很快就失去了下层环流。风暴残余接下来还持续了几天时间，最终在美国的爱达荷州境内消散。
伊西斯在墨西哥摧毁了超过700套房屋，还直接导致14人死亡，这其中大部分是因为南下加利福尼亚州南部所降的暴雨，部分地区降雨量超过了500毫米。这些降水导致大范围道路和铁路受损，成千上万的人被困在路上。风暴的残余湿气一直延伸到美国西南部地区，带去了轻等程度降雨，引发数十起交通事故，加利福尼亚州圣迭戈县有数千居民家中停电。

## 气象历史
1998年8月14日，一股东风波离开了非洲海岸朝西行进，并于8月19日催生出一股热带低气压，这股热带低气压最终发展成了飓风邦尼（Bonnie）。东风波继续向西先后经过大西洋和加勒比海，于8月25日穿越中美洲进入太平洋东部。其前进速度在接近墨西哥西南部上空存在的一个大型下层环流时有所放缓。在东风波和下层环流的相互作用下，一片广阔的扰动天气带形成，并在持续了几天时间后于8月29日在下加利福尼亚半岛最南端的卡波圣卢卡斯（Cabo San Lucas）东南偏南方向约925公里海域发展成一片小型下层环流。8月31日，两个主要的对流带已经从环流中心完整分离，到了9月1日清晨，虽然系统中缺乏对流组织，但下层环流已经有了充足而明确的界定，美国国家飓风中心将其指定为第号热带低气压，也是1998年太平洋飓风季的第10个热带低气压，其时系统位于卡波圣卢卡斯以南约565公里海域上空。实际操作中，美国国家飓风中心是在21小时后首次将该系统升级。
低气压起初朝西北偏北方向移动并缓慢增强，于9月1日晚在位于卡波圣卢卡斯以南约320公里海域上空达到热带风暴强度，美国国家飓风中心因此将其命名为伊西斯（Isis）。成为热带风暴后，伊西斯的深层对流仍没有组织起来，气象预测部门形容系统更类似于季风性质。一个从亚利桑那州和加利福尼亚州边境向南扩展的中层槽致使风暴加速北上，并在这一过程中快速增强，从成为热带风暴开始六小时后系统风速达到了每小时115公里。其边界模糊不清的中心周围有非常深层且对称的对流发展出来，同时还有带状特征开始形成，不过由于外流界限不清，同时还与下加利福尼亚半岛陆地存在相互作用，风暴未能进一步强化。协调世界时9月2日中午12点，伊西斯以强烈热带风暴强度在南下加利福尼亚州最东南角登陆，随后转向朝东北偏北进发。
进入加利福尼亚湾后，卫星图像显示风暴中开始有可见的风眼出现，估计伊西斯于9月2日晚达到了飓风强度。飓风继续北上，于9月3日早上以最低标准飓风强度袭击了锡那罗亚州的托波洛万波（Topolobampo）。登陆仅数小时后，系统就已减弱为热带风暴，然后转向西北偏北，其下层环流在西马德雷山脉上空消散。风暴残余在9月4日进入亚利桑那州南部并围绕一个上层低气压活动。9月5日进入内华达州后，系统残留再途经俄勒冈州进入爱达荷州，最后于9月8日在爱达荷州境内消散。

## 防灾措施
美国国家飓风中心针对伊西斯发布首份公告的同时，墨西哥政府向下加利福尼亚半岛从多洛雷斯（Dolores）到科尔特斯港（Puerto Cortés）之间的沿海地区发布了热带风暴警告。9月2日清晨，警告区域扩展到了从圣罗萨利亚到彭塔阿部瑞欧荷斯（Punta Abreojos）之间地区，并且还向埃尔多拉多（El Dorado）到瓜伊马斯之间地区发布了热带风暴警告。伊西斯成为飓风后，政府向下加利福尼亚半岛的多洛雷斯到彭塔圣加布里埃尔之间地区，以及墨西哥大陆的埃尔多拉多到索诺拉州巴伊亚基诺（Bahía Kino）之间地区发布了飓风警告。
南下加利福尼亚州在2500位居民疏散到了应急避难场所。政府关闭了马萨特兰的港口，并建议加利福尼亚湾沿岸渔民留在港口不要出海。政府一共安排了49个应急避难场所，向疏散人员提供食品、衣物和医疗救助。墨西哥陆军协助居民疏散，而墨西哥海军则向船主提供协助和医疗援助。风暴期间有超过24000人进入避难所躲避。

## 影响

### 墨西哥

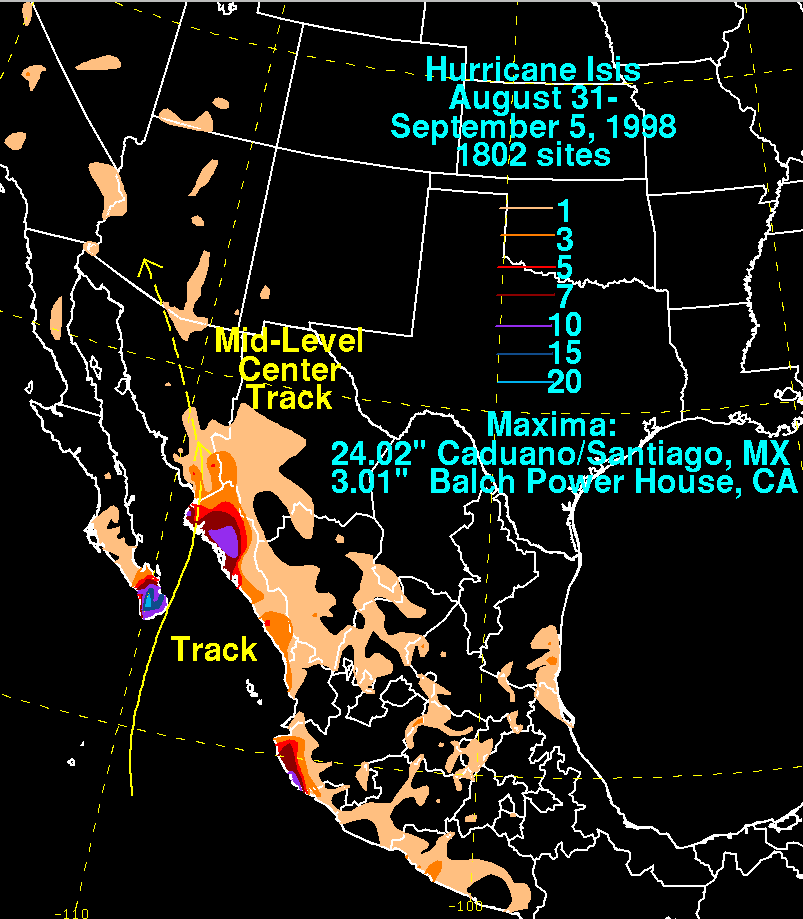
飓风伊西斯的降雨量摘要

伊西斯首先于9月2日以热带风暴强度对南下加利福尼亚州造成影响。风暴登陆后不久，圣荷西得卡波（San José del Cabo）的一个气象报告站记录到的持续风速为每小时42公里，阵风时速46公里。另一个位于玛丽亚群岛上的气象站则报告持续风速每小时87公里。强风导致大面积停电，还中断了电话线路。风暴给下加利福尼亚半岛南部带去了暴雨，洛斯卡沃斯在24小时里降雨量总计达到330毫米，小镇圣地亚哥（Santiago）更高达610毫米。洛斯卡沃斯一对已婚夫妇在试图穿过洪流的过程中丧生。起初有报告显示拉巴斯有一户人家失踪，但之后证明是虚惊一场。风暴造成的洪灾导致洛斯卡沃斯北部的所有道路均被封闭，多条道路受损。大雨造成的泥石流还掩埋了该地区至少120辆汽车。
哈利斯科州沿海地区的降雨量超过250毫米，其东南和东北内陆也普降暴雨，不过降雨量略小，该州报告有一人失踪。锡那罗亚州的24小时最大降雨量为220毫米，而索诺拉州也记录到了120毫米降水。飓风刮起的大浪袭击了墨西哥大陆，马萨特兰有一艘船被冲至岩石上撞毁，船上有四人因此受伤。马萨特兰市内及周边有15个社区被风暴带来的洪水淹没，墨西哥陆军协助居民紧急撤离。距风暴登陆点不远的洛斯莫奇斯有300户民宅被毁，还有7人遇难。狂风刮倒了该市街道两旁的邮筒和电线杆，还吹断了许多树枝，有一人因电线杆倒塌而重伤。此外还有一间加油站的屋顶被风吹塌。锡那罗亚州多条道路因飓风而关闭，导致超过1200名客车乘客受困，该州南部的沿海高速公路也因洪水冲蚀而关闭。风暴带去的降雨导致部分地区出现了严重的洪涝灾害，政府部门建议生活在富埃尔特河沿岸地区的居民做好撤离准备。伊西斯产生的狂风还导致阿奥梅约12万居民家中停电。
飓风伊西斯共造成墨西哥14人死亡，769户民宅被毁，估计财产损失超过500万美元（1998年美元，相当于965萬2025年美元）。墨西哥总统埃內斯托·柴迪洛在一次演说中表示，这场风暴令173个地区的供水系统受损，还损及了154所小学和9所高中，这其中大部分只是轻微损伤，但大部分学校还是停了约一星期的课。共计有1175公里铁轨因泥石流或洪水受损，还有一座桥梁被完全摧毁，另外四座受损。

### 美国
伊西斯的残留给亚历桑那州南部带去了雷雨天气，降水量超过50毫米，部分地区收到了山洪爆发警告，多条道路被淹。图森附近的圣卡塔利娜山脉（Santa Catalina Mountains）和吕康山脉（Rincon Mountains）降雨量最大，达到75毫米，不过图森地区没有出现洪灾报告，图森国际机场因风暴而收到的降雨仅为28毫米。
风暴的湿气进入南加州并产生了中等程度降水。贝克斯菲尔德9月4日一天的降雨量为5.8毫米，打破了1963年创下的4.3毫米纪录。弗雷泽公园的降雨量则为39毫米。农业损失达到500万美元（1998年美元，相当于965萬2025年美元），其中主要是酒商和提子种植户，一些是直接因降雨造成，另一些则是间接由于真菌活性提升而导致。圣迭戈县因降雨导致路滑而引发了近80起交通事故，多人受到中等程度伤害。圣迭戈天然气和电力公司（San Diego Gas & Electric）位于卡尼梅萨（Kearny Mesa）的一个变电站因伊西斯残余带来的雷暴而受损，导致一万客户家中停电，不过这次供电仅在短短两小时后就已完全恢复。埃斯孔迪多有约1000户民房和商店停电，伯纳多农场（Rancho Bernardo）还有另外2700户停电。圣地牙哥及周边地区降雨量最大的是拉米萨，为13毫米。伊西斯带来的厚重云层产生了分散的降水，暂时缓解了洛杉矶地区的高温天气。
美国东南部因风暴残余湿气而普遍出现降水，内华达州和犹他州降雨量都超过了19毫米。下层湿气在继续朝内陆前进的过程中因遇到干燥的空气而消散，不过上层湿气还是给美国西北部许多地区带去了小雨，爱达荷州的波卡特洛记录到15毫米降雨量，而蒙大拿州的米苏拉也有10毫米。

## 善后
援助项目在风暴离境或消散后立即启动，向受灾居民提供帮助。墨西哥国家水资源委员会向173个供水系统受损地区分发了600万公升饮用水，并提供维修设备。超过650名卫生工作者努力消除疾病传播的隐患，对饮用水和食品的卫生状况加以监控，并喷洒了超过40平方公里土地预防蚊虫滋生。他们还对超过6600个公共厕所进行了消毒处理，除去超过770公吨污水来防止疫情扩散。这些措施使该国没有人因医疗原因而死亡。
飓风过境24小时后，工作人员已经恢复了锡那罗亚州70%受灾居民家中的电力供应，风暴过去6天后，供电已经完全恢复。库利亚坎和洛斯莫奇斯之间沿海地区的联邦高速公路受损部分也在飓风过去约48小时后修复。农业基础设施立即就开始了恢复，伊西斯过去两星期后，大部分排水网络都已恢复正常。风暴过后一个月，受损铁道已有约一半得以修复。所有的重建和援助花费约为1850万美元（1998年美元，相当于3569萬2025年美元），其中约94%来自联邦拨款，其它则是州政府拨款。部分款项还用在协助损毁房屋的重建上。
由于这场飓风所造成的损失并不严重，也没有特殊之处，因此世界气象组织没有将其名称伊西斯退役。这个名称之后还有在2004年太平洋飓风季中使用。然而在2015年，由於其英语原名和伊斯兰极端叛乱团体的缩写相同，且該組織犯下多起殘暴行為，因而「技術性」退役。